# Campionato mondiale maschile di pallacanestro 2006
La XV edizione del Campionato Mondiale Maschile di Pallacanestro FIBA è stata disputata in Giappone dal 19 agosto al 3 settembre 2006. Il torneo è stato co-organizzato dalla FIBA, la federazione internazionale, e dalla JABBA, la federazione giapponese. Per la seconda volta la fase finale è stata giocata da 24 squadre, che sono state suddivise in quattro gironi eliminatori. Le prime quattro di ogni girone accedevano alla fase ad eliminazione diretta.

## Squadre partecipanti
Il Giappone si è qualificato come paese ospitante, mentre Italia, Porto Rico, Serbia e Montenegro e Turchia sono stati ammessi alla fase finale attraverso una Wild Card concessa dalla FIBA. L'Argentina ha ottenuto la qualificazione quale squadra vincitrice del torneo olimpico di Atene 2004. Le altre 18 squadre si sono qualificate alla fase finale attraverso tornei continentali (6 per l'Europa, 4 per le Americhe, 3 per l'Asia, e per l'Africa e 2 per l'Oceania).
I gironi sono stati sorteggiati a Tokyo il 15 gennaio 2006. Nelle qualificazioni, le partite del gruppo A si sono svolte a Sendai, quelle del gruppo B a Hiroshima, quelle del gruppo C a Hamamatsu e quelle del gruppo D a Sapporo; la fase finale del torneo si è disputata a Saitama.

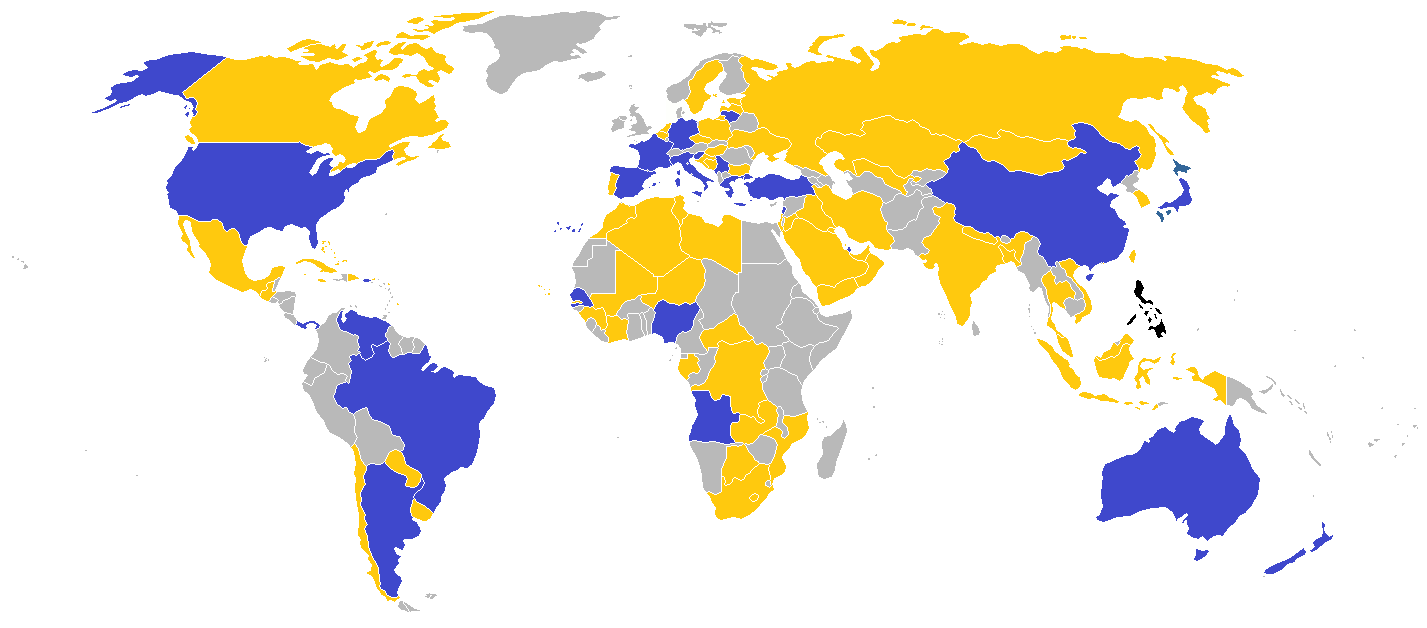
Mappa delle nazioni partecipanti

| Gruppo A - Argentina - Francia - Libano - Nigeria - Serbia e Montenegro - Venezuela | Gruppo B - Angola - Germania - Giappone - Nuova Zelanda - Panama - Spagna | Gruppo C - Australia - Brasile - Grecia - Lituania - Qatar - Turchia | Gruppo D - Cina - Italia - Porto Rico - Senegal - Slovenia - Stati Uniti |

## Sedi delle partite

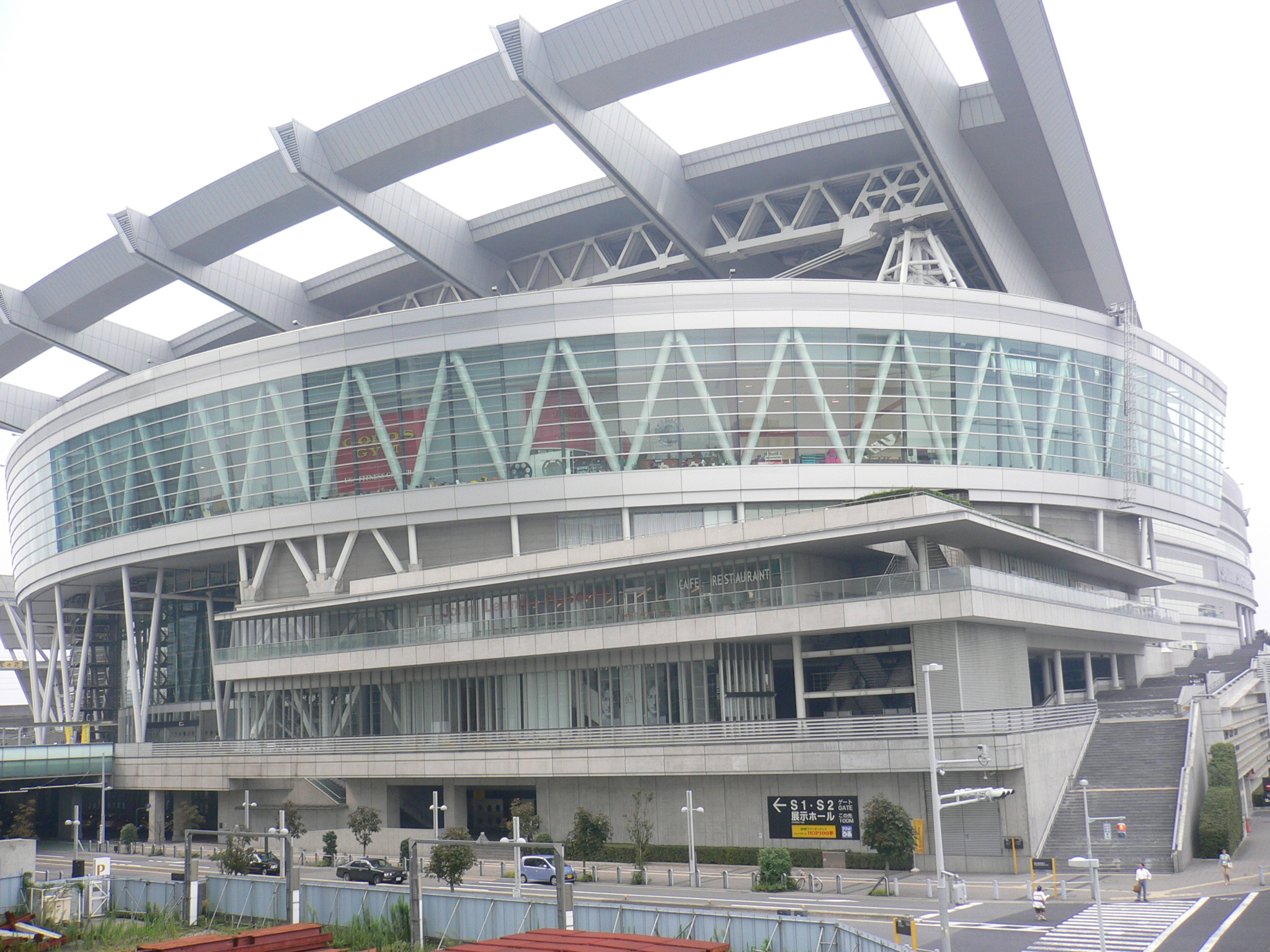
Saitama Super Arena

| Gruppo      | Città     | Impianto                           | Capienza |
| ----------- | --------- | ---------------------------------- | -------- |
| A           | Sendai    | Sendai Gymnasium                   | 8.000    |
| B           | Hiroshima | Hiroshima Green Arena              | 7.000    |
| C           | Hamamatsu | Hamamatsu Arena                    | 8.000    |
| D           | Sapporo   | Hokkaido Prefectural Sports Center | 8.000    |
| Fase finale | Saitama   | Saitama Super Arena                | 37.000   |

## Arbitri
Per il torneo la FIBA ha selezionato 40 arbitri professionisti:
- Nobuyasu Aibara
- Recep Ankaralı
- Juan Arteaga
- Heros Avanessian
- Michael Aylen
- Shmuel Bachar
- Ilija Belošević
- Romualdas Brazauskas
- Scott Jason Butler
- José Aníbal Carrión
- Guerrino Cerebuch
- Alejandro César Chiti
- Abdellilah Chlif
- Daniel Alfredo Delgado Casadiego

- Virginijus Dovidavičius
- Pablo Alberto Estévez
- Fabio Facchini
- Yuji Hirahara
- Mike Amir Homsy
- Milivoje Jovčić
- Carl Jungebrand
- Cristiano Jesus Maranho
- José Martín
- Reynaldo Antonio Mercedes Sánchez
- Yosuke Miyatake
- Terry Matthew Moore
- Abreu Muhimua Joao

- Dubravko Muhvić
- Rabah Noujaim
- Saša Pukl
- Eddie Fernanzo Rush
- Boris Rižik
- Domingos Francisco Simão
- Petr Sudek
- Álvaro Darío Trías Iglesias
- Jorge Vázquez
- Eddie Viator
- Lazaros Voreadis
- Maogong Yang
- Nikolaos Zavlanos

## Qualificazioni olimpiche
La squadra campione del mondo parteciperà di diritto alle Olimpiadi di Pechino 2008, insieme alla Cina, paese ospitante. Le altre squadre saranno decretate dai campionati continentali nel 2007 e dal Torneo di Qualificazione Olimpica, dove si confronteranno con quattro nazionali europee, tre americane, due africane, due asiatiche e una oceanica, che non hanno vinto o raggiunto le posizioni nella classifica finale dei campionati continentali che davano accesso diretto alle olimpiadi.

## Risultati

### Fase a gruppi

#### Gruppo A
| Squadra             | P.ti | G | V | P | PF  | PS  | DP   |
| ------------------- | ---- | - | - | - | --- | --- | ---- |
| Argentina           | 10   | 5 | 5 | 0 | 464 | 339 | +125 |
| Francia             | 8    | 5 | 3 | 2 | 353 | 329 | +24  |
| Nigeria             | 7    | 5 | 2 | 3 | 371 | 393 | -22  |
| Serbia e Montenegro | 7    | 5 | 2 | 3 | 409 | 352 | +57  |
| Libano              | 7    | 5 | 2 | 3 | 357 | 451 | -94  |
| Venezuela           | 6    | 5 | 1 | 4 | 336 | 426 | -90  |

| Sendai 19 agosto 2006, ore 13:00 UTC+9 | Venezuela | 72 – 82 referto | Libano | Sendai Gymnasium (5 200 spett.) |

| Sendai 19 agosto 2006, ore 16:00 UTC+9 | Serbia e Montenegro | 75 – 82 referto | Nigeria | Sendai Gymnasium (5 200 spett.) |

| Sendai 19 agosto 2006, ore 19:00 UTC+9 | Argentina | 80 – 70 referto | Francia | Sendai Gymnasium (5 200 spett.) |

| Sendai 20 agosto 2006, ore 13:00 UTC+9 | Nigeria | 77 – 84 referto | Venezuela | Sendai Gymnasium (4 200 spett.) |

| Sendai 20 agosto 2006, ore 16:00 UTC+9 | Libano | 72 – 107 referto | Argentina | Sendai Gymnasium (4 200 spett.) |

| Sendai 20 agosto 2006, ore 19:00 UTC+9 | Francia | 65 – 61 referto | Serbia e Montenegro | Sendai Gymnasium (4 200 spett.) |

| Sendai 21 agosto 2006, ore 13:00 UTC+9 | Argentina | 96 – 54 referto | Venezuela | Sendai Gymnasium (2 500 spett.) |

| Sendai 21 agosto 2006, ore 16:00 UTC+9 | Serbia e Montenegro | 104 – 67 referto | Libano | Sendai Gymnasium (2 500 spett.) |

| Sendai 21 agosto 2006, ore 19:00 UTC+9 | Francia | 64 – 53 referto | Nigeria | Sendai Gymnasium (2 500 spett.) |

| Sendai 23 agosto 2006, ore 13:00 UTC+9 | Nigeria | 64 – 98 referto | Argentina | Sendai Gymnasium (2 800 spett.) |

| Sendai 23 agosto 2006, ore 16:00 UTC+9 | Venezuela | 65 – 90 referto | Serbia e Montenegro | Sendai Gymnasium (2 800 spett.) |

| Sendai 23 agosto 2006, ore 19:00 UTC+9 | Libano | 74 – 73 referto | Francia | Sendai Gymnasium (2 800 spett.) |

| Sendai 24 agosto 2006, ore 13:00 UTC+9 | Serbia e Montenegro | 79 – 83 referto | Argentina | Sendai Gymnasium (3 700 spett.) |

| Sendai 24 agosto 2006, ore 16:00 UTC+9 | Libano | 72 – 95 referto | Nigeria | Sendai Gymnasium (3 700 spett.) |

| Sendai 24 agosto 2006, ore 19:00 UTC+9 | Francia | 81 – 61 referto | Venezuela | Sendai Gymnasium (3 700 spett.) |

#### Gruppo B
| Squadra       | P.ti | G | V | P | PF  | PS  | DP   |
| ------------- | ---- | - | - | - | --- | --- | ---- |
| Spagna        | 10   | 5 | 5 | 0 | 476 | 336 | +140 |
| Germania      | 9    | 5 | 4 | 1 | 421 | 384 | +37  |
| Angola        | 8    | 5 | 3 | 2 | 451 | 406 | +45  |
| Nuova Zelanda | 7    | 5 | 2 | 3 | 345 | 393 | -48  |
| Giappone      | 6    | 5 | 1 | 4 | 322 | 393 | -71  |
| Panama        | 5    | 5 | 0 | 5 | 326 | 429 | -103 |

| Hiroshima 19 agosto 2006, ore 13:00 UTC+9 | Germania | 81 – 70 referto | Giappone | Hiroshima Green Arena (6 100 spett.) |

| Hiroshima 19 agosto 2006, ore 16:00 UTC+9 | Angola | 83 – 70 referto | Panama | Hiroshima Green Arena (6 100 spett.) |

| Hiroshima 19 agosto 2006, ore 19:00 UTC+9 | Spagna | 86 – 70 referto | Nuova Zelanda | Hiroshima Green Arena (6 100 spett.) |

| Hiroshima 20 agosto 2006, ore 13:00 UTC+9 | Giappone | 62 – 87 referto | Angola | Hiroshima Green Arena (6 100 spett.) |

| Hiroshima 20 agosto 2006, ore 16:00 UTC+9 | Nuova Zelanda | 56 – 80 referto | Germania | Hiroshima Green Arena (6 100 spett.) |

| Hiroshima 20 agosto 2006, ore 19:00 UTC+9 | Panama | 57 – 101 referto | Spagna | Hiroshima Green Arena (6 100 spett.) |

| Hiroshima 21 agosto 2006, ore 13:00 UTC+9 | Angola | 95 – 73 referto | Nuova Zelanda | Hiroshima Green Arena (6 100 spett.) |

| Hiroshima 21 agosto 2006, ore 16:00 UTC+9 | Germania | 71 – 92 referto | Spagna | Hiroshima Green Arena (6 100 spett.) |

| Hiroshima 21 agosto 2006, ore 19:00 UTC+9 | Giappone | 78 – 61 referto | Panama | Hiroshima Green Arena (6 100 spett.) |

| Hiroshima 23 agosto 2006, ore 13:00 UTC+9 | Spagna | 93 – 83 referto | Angola | Hiroshima Green Arena (6 100 spett.) |

| Hiroshima 23 agosto 2006, ore 16:00 UTC+9 | Panama | 63 – 81 referto | Germania | Hiroshima Green Arena (6 100 spett.) |

| Hiroshima 23 agosto 2006, ore 19:00 UTC+9 | Nuova Zelanda | 60 – 57 referto | Giappone | Hiroshima Green Arena (6 100 spett.) |

| Hiroshima 24 agosto 2006, ore 13:00 UTC+9 | Angola | 103 – 108 (d.t.s.) referto | Germania | Hiroshima Green Arena (6 100 spett.) |

| Hiroshima 24 agosto 2006, ore 16:00 UTC+9 | Nuova Zelanda | 86 – 75 referto | Panama | Hiroshima Green Arena (6 100 spett.) |

| Hiroshima 24 agosto 2006, ore 19:00 UTC+9 | Giappone | 55 – 104 referto | Spagna | Hiroshima Green Arena (6 100 spett.) |

#### Gruppo C
| Squadra   | P.ti | G | V | P | PF  | PS  | DP   |
| --------- | ---- | - | - | - | --- | --- | ---- |
| Grecia    | 10   | 5 | 5 | 0 | 404 | 358 | +46  |
| Turchia   | 9    | 5 | 4 | 1 | 370 | 358 | +12  |
| Lituania  | 8    | 5 | 3 | 2 | 413 | 353 | +60  |
| Australia | 7    | 5 | 2 | 3 | 370 | 349 | +21  |
| Brasile   | 6    | 5 | 1 | 4 | 399 | 392 | +7   |
| Qatar     | 5    | 5 | 0 | 5 | 310 | 456 | -146 |

| Hamamatsu 19 agosto 2006, ore 13:30 UTC+9 | Brasile | 77 – 83 referto | Australia | Hamamatsu Arena (3 800 spett.) |

| Hamamatsu 19 agosto 2006, ore 16:30 UTC+9 | Grecia | 84 – 64 referto | Qatar | Hamamatsu Arena (3 800 spett.) |

| Hamamatsu 19 agosto 2006, ore 19:30 UTC+9 | Turchia | 76 – 74 referto | Lituania | Hamamatsu Arena (3 800 spett.) |

| Hamamatsu 20 agosto 2006, ore 13:30 UTC+9 | Qatar | 66 – 97 referto | Brasile | Hamamatsu Arena (3 700 spett.) |

| Hamamatsu 20 agosto 2006, ore 16:30 UTC+9 | Australia | 68 – 76 referto | Turchia | Hamamatsu Arena (3 700 spett.) |

| Hamamatsu 20 agosto 2006, ore 19:30 UTC+9 | Lituania | 76 – 81 referto | Grecia | Hamamatsu Arena (3 700 spett.) |

| Hamamatsu 22 agosto 2006, ore 13:30 UTC+9 | Lituania | 106 – 65 referto | Qatar | Hamamatsu Arena (2 700 spett.) |

| Hamamatsu 22 agosto 2006, ore 16:30 UTC+9 | Grecia | 72 – 69 referto | Australia | Hamamatsu Arena (2 700 spett.) |

| Hamamatsu 22 agosto 2006, ore 19:30 UTC+9 | Turchia | 73 – 71 referto | Brasile | Hamamatsu Arena (2 700 spett.) |

| Hamamatsu 23 agosto 2006, ore 13:30 UTC+9 | Australia | 57 – 78 referto | Lituania | Hamamatsu Arena (3 600 spett.) |

| Hamamatsu 23 agosto 2006, ore 16:30 UTC+9 | Qatar | 69 – 76 referto | Turchia | Hamamatsu Arena (3 600 spett.) |

| Hamamatsu 23 agosto 2006, ore 19:30 UTC+9 | Brasile | 80 – 91 referto | Grecia | Hamamatsu Arena (3 600 spett.) |

| Hamamatsu 24 agosto 2006, ore 13:30 UTC+9 | Australia | 93 – 46 referto | Qatar | Hamamatsu Arena (3 600 spett.) |

| Hamamatsu 24 agosto 2006, ore 16:30 UTC+9 | Lituania | 79 – 74 referto | Brasile | Hamamatsu Arena (3 600 spett.) |

| Hamamatsu 24 agosto 2006, ore 19:30 UTC+9 | Grecia | 76 – 69 referto | Turchia | Hamamatsu Arena (3 600 spett.) |

#### Gruppo D
| Squadra     | P.ti | G | V | P | PF  | PS  | DP   |
| ----------- | ---- | - | - | - | --- | --- | ---- |
| Stati Uniti | 10   | 5 | 5 | 0 | 543 | 428 | +115 |
| Italia      | 9    | 5 | 4 | 1 | 386 | 367 | +19  |
| Slovenia    | 7    | 5 | 2 | 3 | 434 | 433 | +1   |
| Cina        | 7    | 5 | 2 | 3 | 424 | 455 | -31  |
| Porto Rico  | 7    | 5 | 2 | 3 | 432 | 440 | -8   |
| Senegal     | 5    | 5 | 0 | 5 | 355 | 451 | -96  |

| Sapporo 19 agosto 2006, ore 13:30 UTC+9 | Porto Rico | 100 – 111 referto | Stati Uniti | Hokkaido Prefectural Sports Center (6 400 spett.) |

| Sapporo 19 agosto 2006, ore 16:30 UTC+9 | Slovenia | 96 – 79 referto | Senegal | Hokkaido Prefectural Sports Center (6 400 spett.) |

| Sapporo 19 agosto 2006, ore 19:30 UTC+9 | Cina | 69 – 84 referto | Italia | Hokkaido Prefectural Sports Center (6 400 spett.) |

| Sapporo 20 agosto 2006, ore 13:30 UTC+9 | Senegal | 79 – 88 referto | Porto Rico | Hokkaido Prefectural Sports Center (6 400 spett.) |

| Sapporo 20 agosto 2006, ore 16:30 UTC+9 | Italia | 80 – 76 referto | Slovenia | Hokkaido Prefectural Sports Center (6 400 spett.) |

| Sapporo 20 agosto 2006, ore 19:30 UTC+9 | Stati Uniti | 121 – 90 referto | Cina | Hokkaido Prefectural Sports Center (6 400 spett.) |

| Sapporo 22 agosto 2006, ore 13:30 UTC+9 | Cina | 87 – 90 (d.t.s.) referto | Porto Rico | Hokkaido Prefectural Sports Center (6 100 spett.) |

| Sapporo 22 agosto 2006, ore 16:30 UTC+9 | Italia | 64 – 56 referto | Senegal | Hokkaido Prefectural Sports Center (6 100 spett.) |

| Sapporo 22 agosto 2006, ore 19:30 UTC+9 | Slovenia | 95 – 114 referto | Stati Uniti | Hokkaido Prefectural Sports Center (6 100 spett.) |

| Sapporo 23 agosto 2006, ore 13:30 UTC+9 | Senegal | 83 – 100 referto | Cina | Hokkaido Prefectural Sports Center (6 400 spett.) |

| Sapporo 23 agosto 2006, ore 16:30 UTC+9 | Porto Rico | 82 – 90 referto | Slovenia | Hokkaido Prefectural Sports Center (6 400 spett.) |

| Sapporo 23 agosto 2006, ore 19:30 UTC+9 | Stati Uniti | 94 – 85 referto | Italia | Hokkaido Prefectural Sports Center (6 400 spett.) |

| Sapporo 24 agosto 2006, ore 13:30 UTC+9 | Slovenia | 77 – 78 referto | Cina | Hokkaido Prefectural Sports Center (6 300 spett.) |

| Sapporo 24 agosto 2006, ore 16:30 UTC+9 | Italia | 73 – 72 referto | Porto Rico | Hokkaido Prefectural Sports Center (6 300 spett.) |

| Sapporo 24 agosto 2006, ore 19:30 UTC+9 | Stati Uniti | 103 – 58 referto | Senegal | Hokkaido Prefectural Sports Center (6 300 spett.) |

### Fase ad eliminazione diretta
Sono indicati gli orari locali (UTC +9)
|  | Ottavi di finale       | Ottavi di finale       |                           |     | Quarti di finale          | Quarti di finale          |                          |                          | Semifinali | Semifinali |  |  | Finale | Finale |
|  |                        |                        |                           |     |                           |                           |                          |                          |            |            |  |  |        |        |
|  | 26 agosto 2006 - 10:00 |                        |                           |     |                           |                           |                          |                          |            |            |  |  |        |        |
|  |                        |                        |                           |     |                           |                           |                          |                          |            |            |  |  |        |        |
|  | Argentina              | 79                     |                           |     |                           |                           |                          |                          |            |            |  |  |        |        |
|  | Argentina              | 79                     | 29 agosto 2006 - 16:30    |     |                           |                           |                          |                          |            |            |  |  |        |        |
|  | Nuova Zelanda          | 62                     |                           |     |                           |                           |                          |                          |            |            |  |  |        |        |
|  | Nuova Zelanda          | 62                     | Argentina                 | 83  |                           |                           |                          |                          |            |            |  |  |        |        |
|  | 26 agosto 2006 - 17:00 |                        | Argentina                 | 83  |                           |                           |                          |                          |            |            |  |  |        |        |
|  |                        | Turchia                | 58                        |     |                           |                           |                          |                          |            |            |  |  |        |        |
|  | Turchia                | Turchia                | 58                        | 90  |                           |                           |                          |                          |            |            |  |  |        |        |
|  | Turchia                |                        | 1º settembre 2006 - 19:30 | 90  |                           |                           |                          |                          |            |            |  |  |        |        |
|  | Slovenia               | 84                     |                           |     |                           |                           |                          |                          |            |            |  |  |        |        |
|  | Slovenia               | 84                     | Argentina                 | 74  |                           |                           |                          |                          |            |            |  |  |        |        |
|  | 26 agosto 2006 - 20:00 |                        | Argentina                 | 74  |                           |                           |                          |                          |            |            |  |  |        |        |
|  |                        | Spagna                 | 75                        |     |                           |                           |                          |                          |            |            |  |  |        |        |
|  | Spagna                 | Spagna                 | 75                        | 87  |                           |                           |                          |                          |            |            |  |  |        |        |
|  | Spagna                 | 29 agosto 2006 - 19:30 |                           | 87  |                           |                           |                          |                          |            |            |  |  |        |        |
|  | Serbia e Montenegro    | 75                     |                           |     |                           |                           |                          |                          |            |            |  |  |        |        |
|  | Serbia e Montenegro    | 75                     | Spagna                    | 89  |                           |                           |                          |                          |            |            |  |  |        |        |
|  | 26 agosto 2006 - 13:00 |                        | Spagna                    | 89  |                           |                           |                          |                          |            |            |  |  |        |        |
|  |                        | Lituania               | 67                        |     |                           |                           |                          |                          |            |            |  |  |        |        |
|  | Italia                 | Lituania               | 67                        | 68  |                           |                           |                          |                          |            |            |  |  |        |        |
|  | Italia                 |                        | 3 settembre 2006 - 19:30  | 68  |                           |                           |                          |                          |            |            |  |  |        |        |
|  | Lituania               | 71                     |                           |     |                           |                           |                          |                          |            |            |  |  |        |        |
|  | Lituania               | 71                     | Spagna                    | 70  |                           |                           |                          |                          |            |            |  |  |        |        |
|  | 27 agosto 2006 - 20:00 |                        | Spagna                    | 70  |                           |                           |                          |                          |            |            |  |  |        |        |
|  |                        | Grecia                 | 47                        |     |                           |                           |                          |                          |            |            |  |  |        |        |
|  | Grecia                 | Grecia                 | 47                        | 95  |                           |                           |                          |                          |            |            |  |  |        |        |
|  | Grecia                 | 30 agosto 2006 - 16:30 |                           | 95  |                           |                           |                          |                          |            |            |  |  |        |        |
|  | Cina                   | 64                     |                           |     |                           |                           |                          |                          |            |            |  |  |        |        |
|  | Cina                   | 64                     | Grecia                    | 73  |                           |                           |                          |                          |            |            |  |  |        |        |
|  | 27 agosto 2006 - 17:00 |                        | Grecia                    | 73  |                           |                           |                          |                          |            |            |  |  |        |        |
|  |                        | Francia                | 56                        |     |                           |                           |                          |                          |            |            |  |  |        |        |
|  | Francia                | Francia                | 56                        | 68  |                           |                           |                          |                          |            |            |  |  |        |        |
|  | Francia                |                        | 1º settembre 2006 - 16:30 | 68  |                           |                           |                          |                          |            |            |  |  |        |        |
|  | Angola                 | 62                     |                           |     |                           |                           |                          |                          |            |            |  |  |        |        |
|  | Angola                 | 62                     | Grecia                    | 101 |                           |                           |                          |                          |            |            |  |  |        |        |
|  | 27 agosto 2006 - 13:00 |                        | Grecia                    | 101 |                           |                           |                          |                          |            |            |  |  |        |        |
|  |                        | Stati Uniti            | 95                        |     | Finale per il terzo posto | Finale per il terzo posto |                          |                          |            |            |  |  |        |        |
|  | Stati Uniti            | Stati Uniti            | 95                        | 113 | Finale per il terzo posto | Finale per il terzo posto |                          |                          |            |            |  |  |        |        |
|  | Stati Uniti            | 30 agosto 2006 - 19:30 | 30 agosto 2006 - 19:30    | 113 |                           |                           | 2 settembre 2006 - 19:30 | 2 settembre 2006 - 19:30 |            |            |  |  |        |        |
|  | Australia              | 30 agosto 2006 - 19:30 | 30 agosto 2006 - 19:30    | 73  |                           |                           | 2 settembre 2006 - 19:30 | 2 settembre 2006 - 19:30 |            |            |  |  |        |        |
|  | Australia              | Stati Uniti            | 85                        | 73  | Stati Uniti               | 96                        |                          |                          |            |            |  |  |        |        |
|  | 27 agosto 2006 - 10:00 | Stati Uniti            | 85                        |     | Stati Uniti               | 96                        |                          |                          |            |            |  |  |        |        |
|  |                        | Germania               | 65                        |     | Argentina                 | 81                        |                          |                          |            |            |  |  |        |        |
|  | Germania               | Germania               | 65                        | 78  | Argentina                 | 81                        |                          |                          |            |            |  |  |        |        |
|  | Germania               |                        |                           | 78  |                           |                           |                          |                          |            |            |  |  |        |        |
|  | Nigeria                | 77                     |                           |     |                           |                           |                          |                          |            |            |  |  |        |        |
|  | Nigeria                | 77                     |                           |     |                           |                           |                          |                          |            |            |  |  |        |        |

|  | Torneo di qualificazione | Torneo di qualificazione | Torneo di qualificazione |         |         | Quinto posto  | Quinto posto  | Quinto posto  |  |
|  |                          |                          |                          |         |         |               |               |               |  |
|  | Lituania                 | Lituania                 | 84                       |         |         |               |               |               |  |
|  | Lituania                 | Lituania                 | 84                       |         |         |               |               |               |  |
|  | Turchia                  | Turchia                  | 95                       |         |         |               |               |               |  |
|  | Turchia                  | Turchia                  | 95                       |         | Turchia | Turchia       | 56            |               |  |
|  |                          |                          |                          |         | Turchia | Turchia       | 56            |               |  |
|  |                          |                          | Francia                  | Francia | 64      |               |               |               |  |
|  | Francia                  | Francia                  | Francia                  | Francia | 64      | 75            |               |               |  |
|  | Francia                  | Francia                  |                          |         |         | 75            |               |               |  |
|  | Germania                 | Germania                 | 73                       |         |         | Settimo posto | Settimo posto | Settimo posto |  |
|  | Germania                 | Germania                 | 73                       |         |         |               |               |               |  |
|  |                          |                          |                          |         |         |               |               |               |  |
|  |                          |                          |                          |         |         | Lituania      | Lituania      | 77            |  |
|  |                          |                          |                          |         |         | Lituania      | Lituania      | 77            |  |
|  |                          |                          |                          |         |         | Germania      | Germania      | 62            |  |

## Classifica finale
|  | Qualificata ai Giochi Olimpici Pechino 2008 |

| Campione del Mondo | Campione del Mondo  | Campione del Mondo |
| --- | ------------------- | --- |
| Spagna4 P. Gasol, 5 Fernández, 6 Cabezas, 7 Navarro, 8 Calderón, 9 Reyes, 10 Jiménez, 11 Mumbrú, 12 B. Rodríguez, 13 M. Gasol, 14 S. Rodríguez, 15 Garbajosa, All. Pepu Hernández |                     | |
| Argento | Grecia              | Grecia4 Papaloukas, 5 Schortsianitīs, 6 Zīsīs, 7 Spanoulīs, 8 Vasilopoulos, 9 Fōtsīs, 10 Chatzīvrettas, 11 Ntikoudīs, 12 Tsartsarīs, 13 Diamantidīs, 14 Papadopoulos, 15 Kakiouzīs, All. Panagiōtīs Giannakīs |
| Bronzo | Stati Uniti         | Stati Uniti4 Johnson, 5 Hinrich, 6 James, 7 Jamison, 8 Battier, 9 Wade, 10 Paul, 11 Bosh, 12 Howard, 13 Miller, 14 Brand, 15 Anthony, All. Mike Krzyzewski                                                    |
| 4. | Argentina           | Argentina4 Scola, 5 Ginóbili, 6 Sánchez, 7 Oberto, 8 Herrmann, 9 Fernández, 10 Delfino, 11 Prigioni, 12 Gutiérrez, 13 Nocioni, 14 Farabello, 15 Wolkowyski, All. Sergio Hernández                             |
| 5. | Francia             | Francia4 Gomis, 5 Gelabale, 6 Jeanneau, 7 Foirest, 8 M. Piétrus, 9 Diarra, 10 Bokolo, 11 F. Piétrus, 12 Petro, 13 Diaw, 14 Turiaf, 15 Weis, All. Claude Bergeaud                                              |
| 6. | Turchia             | Turchia4 Akyol, 5 Kuqo, 6 Atsür, 7 Arslan, 8 İlyasova, 9 Erdoğan, 10 Kutluay, 11 Solak, 12 Gönlüm, 13 Erden, 14 Peker, 15 Demirel, All. Bogdan Tanjević                                                       |
| 7. | Lituania            | Lituania4 Delininkaitis, 5 Žukauskas, 6 Macijauskas, 7 D. Lavrinovič, 8 Gustas, 9 Songaila, 10 Kalnietis, 11 Kleiza, 12 K. Lavrinovič, 13 Jasaitis, 14 Jankūnas, 15 Javtokas, All. Antanas Sireika            |
| 8. | Germania            | Germania4 Demirel, 5 Okulaja, 6 Schultze, 7 Garrett, 8 Herber, 9 Hamann, 10 Greene, 11 Roller, 12 Grünheid, 13 Femerling, 14 Nowitzki, 15 Jagla, All. Dirk Bauermann                                          |
| 9. | Italia              | Italia4 Belinelli, 5 Basile, 6 Mancinelli, 7 Soragna, 8 Marconato, 9 Mordente, 10 Pecile, 11 Michelori, 12 Rocca, 13 Di Bella, 14 Garri, 15 Gigli, All. Carlo Recalcati                                       |
| 10. | Angola              | Angola4 Cipriano, 5 A. Costa, 6 Morais, 7 Barros, 8 L. Costa, 9 Carvalho, 10 Gomes, 11 Neto, 12 Moussa, 13 Almeida, 14 Lutonda, 15 Mingas, All. Alberto de Carvalho                                           |
| 11. | Serbia e Montenegro | Serbia e Montenegro4 Popović, 5 Jorović, 6 Avdalović, 7 Raičević, 8 Rakočević, 9 Ilić, 10 Tripković, 11 Miličić, 12 Nikolić, 13 Marinović, 14 Aškrabić, 15 Perović, All. Dragan Šakota                        |
| 12. | Slovenia            | Slovenia4 Jurak, 5 Lakovič, 6 Ožbolt, 7 Bečirovič, 8 Nesterovič, 9 Udrih, 10 Nachbar, 11 Dragić, 12 Milič, 13 Zagorac, 14 Slokar, 15 Brezec, All. Aleš Pipan                                                  |
| 13. | Australia           | Australia4 Bogut, 5 Barlow, 6 Mackinnon, 7 Kendall, 8 Newley, 9 Bruton, 10 Smith, 11 Worthington, 12 Kickert, 13 Hinder, 14 Bruce, 15 Helliwell, All. Brian Goorjian                                          |
| 14. | Nigeria             | Nigeria4 Akognon, 5 Ibekwe, 6 Oguchi, 7 Udoka, 8 Ere, 9 Varem, 10 Nwosu, 11 Obasohan, 12 Awojobi, 13 Muoneke, 14 Anagonye, 15 Nwankwo, All. Sanni Ahmed                                                       |
| 15. | Cina                | Cina4 Chen, 5 Liu, 6 Zhang Q., 7 Wang S., 8 Zhu, 9 Sun, 10 Zhang S., 11 Yi, 12 Mo, 13 Yao, 14 Wang Z., 15 Du, All. Jonas Kazlauskas                                                                           |
| 16. | Nuova Zelanda       | Nuova Zelanda4 Dickel, 5 Olson, 6 Penney, 7 Henare, 8 Jones, 9 Winitana, 10 Boucher, 11 Cameron, 12 Vukona, 13 Frank, 14 Bradshaw, 15 Rampton, All. Tab Baldwin                                               |
| 17. | Porto Rico          | Porto Rico4 Ramos, 5 Reyes, 6 Hatton, 7 Arroyo, 8 Apodaca, 9 Dalmau, 10 Ayuso, 11 Látimer, 12 Rivera, 13 Narváez, 14 Lee, 15 Santiago, All. Julio Toro                                                        |
| 18. | Libano              | Libano4 Abdel-Nour, 5 Tawbe, 6 Mahmoud, 7 Fahed, 8 el-Turk, 9 Beshara, 10 Samaha, 11 Vogel, 12 Fakhreddine, 13 Khouri, 14 Balaa, 15 el-Khatib, All. Paul Coughter                                             |
| 19. | Brasile             | Brasile4 Marcelinho, 5 Nezinho, 6 Murilo, 7 Estevam, 8 Leandrinho, 9 Marcelinho Huertas, 10 Alex, 11 Anderson, 12 Guilherme, 13 Caio Torres, 14 André Bambu, 15 Tiago, All. Lula Ferreira                     |
| 20. | Giappone            | Giappone4 Kawamura, 5 Yamada, 6 Sakurai, 7 Igarashi, 8 Kashiwagi, 9 Orimo, 10 K. Takeuchi, 11 Amino, 12 Setsumasa, 13 Furuta, 14 Itō, 15 J. Takeuchi, All. Željko Pavličević                                  |
| 21. | Venezuela           | Venezuela4 Díaz, 5 Machado, 6 Mijares, 7 Lugo, 8 Aguilera, 9 Torres, 10 Cedeño, 11 Marriaga, 12 Vallenilla, 13 Barrios, 14 Bayona, 15 Morris, All. Néstor Salazar                                             |
| 22. | Senegal             | Senegal4 Mak. N'Diaye, 5 Pene, 6 Faye, 7 Cissé, 8 Niang, 9 N'Doye, 10 Diouf, 11 Aw, 12 Savané, 13 Mam. N'Diaye, 14 N. N'Diaye, 15 Badiane, All. Moustapha Gaye                                                |
| 23. | Panama              | Panama4 Garcés, 5 Peralta, 6 Douglas, 7 M. Gómez, 8 Daley, 9 Levy, 10 D. Gómez, 11 Hicks, 12 Cota, 13 García, 14 Lloreda, 15 Cárdenas, All. Guillermo Vecchio                                                 |
| 24. | Qatar               | Qatar4 al-Nasr, 5 Ma. Abdullah, 6 Ali, 7 Mousa, 8 Suliman, 9 Turki, 10 Mohammed, 11 Saeed, 12 Mo. Abdullah, 13 Ismail, 14 Zaidan, 15 Salem, All. Joe Stiebing                                                 |

## Riconoscimenti giocatori

### MVP del Mondiale
- Pau Gasol

### Miglior formazione del torneo
- G:  Emanuel Ginóbili
- G:  Theodōros Papaloukas
- C:  Pau Gasol
- F:  Carmelo Anthony
- F:  Jorge Garbajosa

## Statistiche

### Generali
- Totale partite disputate: 80
- Totale punti segnati: 12.518
- Totale assist effettuati: 2.136
- Totale stoppate eseguite: 430

### Individuali
- Miglior realizzatore:  Yao Ming - 25,3 punti/partita
- Miglior rimbalzista:  Richard Lugo - 11,4 rimbalzi/partita
- Miglior passatore:  Juan Ignacio Sánchez - 5,8 assist/partita